# Astroglymma
Astroglymma is een geslacht van slangsterren uit de familie Gorgonocephalidae.

## Soorten
- Astroglymma sculptum (Döderlein, 1896)
- Astroglymma spinosum Mortensen, 1933